# Ernst Biedermann
Ernst Biedermann (Zürich, 8 februari 1902 - aldaar, 13 maart 1997) was een Zwitsers politicus.

## Biografie
Biedermann was ondersecretaris op het Engelse consulaat in Zürich. Na zijn examen (1927) studeerde hij natuurwetenschappen aan de Universiteit Zürich, met als specialisatie antropologie. In 1932 studeerde hij af en was daarna (1932-1967) gymnastiek- en gezondheidsleraar aan de handelshogeschool van Zürich.
In 1930 was een van de oprichters van het extreemrechtse Nationaal Front. Na de fusie met het Nieuwe Front in 1933, werd Biedermann Landesführer. Na zijn aanstelling als Landesführer voerde hij gesprekken met een ander "front", namelijk Neuen Schweiz over een mogelijke fusie of nauwe samenwerking. Zijn partijleden waren hierover allerminst gelukkig en na een interne partijtwist moest hij reeds in 1934 als Landesführer wijken. Hij werd opgevolgd door Rolf Henne.
Na zijn verwijdering als Landesführer was hij niet meer politiek actief. Van 1960 tot 1964 was hij vicevoorzitter, later voorzitter van reddingsorganisatie REGA.